# Samaniego (Colombia)
Samaniego è un comune della Colombia facente parte del dipartimento di Nariño.